# Gadomskie
Gadomskie – wieś sołecka kurpiowska w Polsce położona w województwie mazowieckim, w powiecie ostrołęckim, w gminie Myszyniec.

## Położenie
Wieś leży na Równinie Kurpiowskiej. Nieopodal wsi przepływa Szkwa.

## Historia
Jan Małachowski, starosta ostrołęcki nadał w XVIII wieku Szymonowi Gadomskiego grunt za czynsz dzierżawny i propinację. Osada była nazywana jeszcze w 1765 Borkowe Nowosiedliska, a grunt był przez Gadomskich stopniowo karczowany. W 1827 roku wieś liczyła 8 domostw i 44 mieszkańców, zaś przed 1881 – 13 domostw i 135 mieszkańców.
W latach 1921–1931 wieś leżała w województwie białostockim, w powiecie ostrołęckim, w gminie Wach (od 1931 w gminie Czarnia).
Według Powszechnego Spisu Ludności z 1921 roku wieś zamieszkiwało 109 osób w 19 budynkach mieszkalnych. Miejscowość należała do parafii rzymskokatolickiej w Myszyńcu. Podlegała pod Sąd Grodzki w Myszyńcu i Okręgowy w Łomży; właściwy urząd pocztowy mieścił się w Myszyńcu.
W wyniku agresji III Rzeszy na Polskę we wrześniu 1939 tereny byłej gminy znalazły się pod okupacją niemiecką i do wyzwolenia weszła w skład Landkreis Scharfenwiese, Regierungsbezirk Zichenau III Rzeszy.
W latach 1975–1998 miejscowość administracyjnie należała do województwa ostrołęckiego.
W 2011 roku Gadomskie liczyły 95 mieszkańców, a w 2021 roku – 89.

## Religia
Wierni kościoła rzymskokatolickiego należą do parafii Trójcy Przenajświętszej w Myszyńcu.
W Gadomskich znajduje się Sanktuarium Matki Bożej Miłosierdzia Królowej Polski - kościół i klasztor zakonu mniszek klarysek kapucynek, wybudowane w 1998 roku po objawieniach, jakie od 1990 roku miał miejscowy rolnik Stefan Gwiazda, do śmierci 2 lutego 2002 roku. Znajdują się tu również w miejscach objawień odwiedzane przez pielgrzymów kapliczki.